# 舞-ダンス-
『舞-ダンス-』（The Anvil）は、イギリスのシンセポップバンド、ヴィサージの2枚目のアルバム。1982年3月発売。前作リリース後にジョン・マッギオークが脱退し5人体制で制作。バンド最高の全英6位を記録した。

## 概要
前作『ヴィサージ』(1980年)が、そのリリース前年以前に書かれたものであるのに対し、本作は、その後隆盛したニューロマンティックのクラブダンスシーンをより意識したものとなっている。スティーヴ・ストレンジはインタビューに対し「本作はエレクトリック・ファンクである」と答えている。レコーディング後、主要メンバーであったミッジ・ユーロは、平行して行っていたウルトラヴォックスの活動に専念するため脱退した。
日本では、本アルバムから「Night Train」と「Whispers」が、TDKのビデオテープのTVCMにも使用された。

## 収録曲
全曲ヴィサージによる作詞作曲

### A面
1. "The Damned Don't Cry" - 4:43
2. "Anvil (Night Club School)" - 4:39
3. "Move Up" - 4:25
4. "Night Train" - 4:29

### B面
1. "The Horse" - 4:41
2. "Look What They've Done" - 4:49
3. "Again We Love" - 4:44
4. "Wild Life" - 4:24
5. "Whispers" - 5:39

### 1997年版ボーナス・トラック
1. "We Move (Dance Mix)" - 6:28
2. "Frequency 7 (Dance Mix)" - 5:02

### 2008年版ボーナス・トラック
1. "The Damned Don't Cry (Dance Mix)" - 5:45
2. "Motivation" - 3:51
3. "I'm Still Searching" - 3:41
4. "Mind of a Toy (Dance Mix)" - 5:14

## 参加ミュージシャン
- スティーヴ・ストレンジ - ボーカル
- ミッジ・ユーロ - ギター、シンセサイザー、コーラス
- デイヴ・フォーミュラ - シンセサイザー
- ビリー・カリー - エレクトリック・ヴァイオリン、シンセサイザー
- ラスティ・イーガン - ドラムス、電子ドラム、コーラス

### その他ミュージシャン
- バリー・アダムソン - ベースギター
- ゲイリー・バーナクル - サックス
- ペリ・リスター、ローレイン・ウィットマーシュ - コーラス